# Margaret Cleaves
Pour les articles homonymes, voir Cleaves.
Margaret Abigail Cleaves (25 novembre 1848 - 7 novembre 1917), est une médecin et écrivaine scientifique américaine. Elle est une pionnière de l'électrothérapie et de la curiethérapie, professeure en électrothérapie à la New York University School of Medicine, présidente de la Women's Medical Society of New York, membre de l'American Electro-Therapeutic Association, membre de la Société Française d'Électrothérapie, membre de la New York Academy of Medicine, rédactrice en chef de Asylum Notes: Journal of Nervous and Mental Disease, 1891-2, membre de la Medical Society of the County of New York, membre de l'American Medical Association, et membre de la New York Electrical Society.
Elle est autorisée à pratiquer la médecine dans l'Iowa (1873), l'Illinois (1876), la Pennsylvanie (1880) et à New York et son État (1890). Margaret Cleaves donne des conférences et exerce en clinique à Londres, Paris, Leipzig, Berlin et New York. De 1873 à 1876, Margaret Cleaves travaille comme médecin adjointe à l'hôpital d'État pour les aliénés, au Mt. Pleasant, Iowa. Elle est la première femme médecin à traiter régulièrement les troubles psychiques dans cet établissement, dont elle est par la suite membre du conseil d'administration. À partir de 1880, Margaret Cleaves est médecin en chef du Women's Department, State Hospital for the Insane, à Harrisburg, en Pennsylvanie. En 1885, elle est nommée au comité d'examen du département médical de l'Université de l'Iowa, « peut-être la première femme à siéger à ce titre aux États-Unis ». En 1895, Margaret Cleaves fonde une clinique, un laboratoire et un dispensaire d'électrothérapie à New York. Son travail inclut alors le traitement d'un grand nombre de cas de neurasthénie chez des patients masculins et féminins.
Margaret Cleaves est une auteure prolifique sur des sujets tels que l'utilisation des rayonnements et de l'électricité pour traiter les maladies. Elle a également inventé une multitude d'instruments pour ces traitements. S'intéressant au bien-être et à l'émancipation des femmes, elle a co-fondé le Des Moines [Iowa ?] Woman's Club dont elle a été la première présidente.

## Petite enfance et éducation
Margaret Abigail Cleaves est née à Columbus City, Iowa, le 25 novembre 1848. Son père est d'origines néerlandaise et anglaise, sa mère d'origines écossaise et irlandaise. Ils sont tous les deux américains de naissance. Son père, le Dr. John Trow Cleaves, est né à Yarmouth, Maine, en 1813, et sa mère, Elizabeth Stronach, à Baltimore en 1820. Ils se marient en 1843 à Columbus City, où le Dr Cleaves pratique la médecine jusqu'à sa mort en octobre 1863. En tant qu'homme qui s'intéresse aux affaires publiques, il est élu deux fois à la législature de l'État de l'Iowa, d'abord en 1852, puis de nouveau en 1861. Margaret est la troisième d'une famille de sept enfants. Elle hérite du goût de son père pour les activités médicales et elle l'accompagne, alors enfant, lors de ses visites.
Margaret étudie d'abord à l'école publique puis à l'Université d'État de l'Iowa, mais par manque de moyens, elle n'est pas en mesure de terminer le cours collégial dans cette dernière institution. À partir de seize ans, elle alterne entre les études et l'enseignement pendant plusieurs années. En 1868, sa famille déménage à Davenport, Iowa. C'est là que Margaret décide de devenir médecin plutôt que de poursuivre une carrière d'institutrice. Son choix professionnel n'est pas apprécié par certains membres de sa famille, proches des idées dominantes à l'époque, en faveur de la limitation de l'influence des femmes, mais sa décision est prise, et en 1870, elle commence à lire des ouvrages sur la médecine. Malgré les réticences familiales, Margaret entre au département de médecine de l'Université d'État de l'Iowa. L'opposition de sa famille ne dure pas longtemps tant il devient rapidement évident que son choix professionnel est le bon. En 1871, elle entre au service de son précepteur, le Dr W.F. Peck, qui est alors doyen de la faculté et professeur de chirurgie à l'université. Elle est diplômée le 5 mars 1873, en étant classée en tête de sa classe.

## Carrière

### Médecin

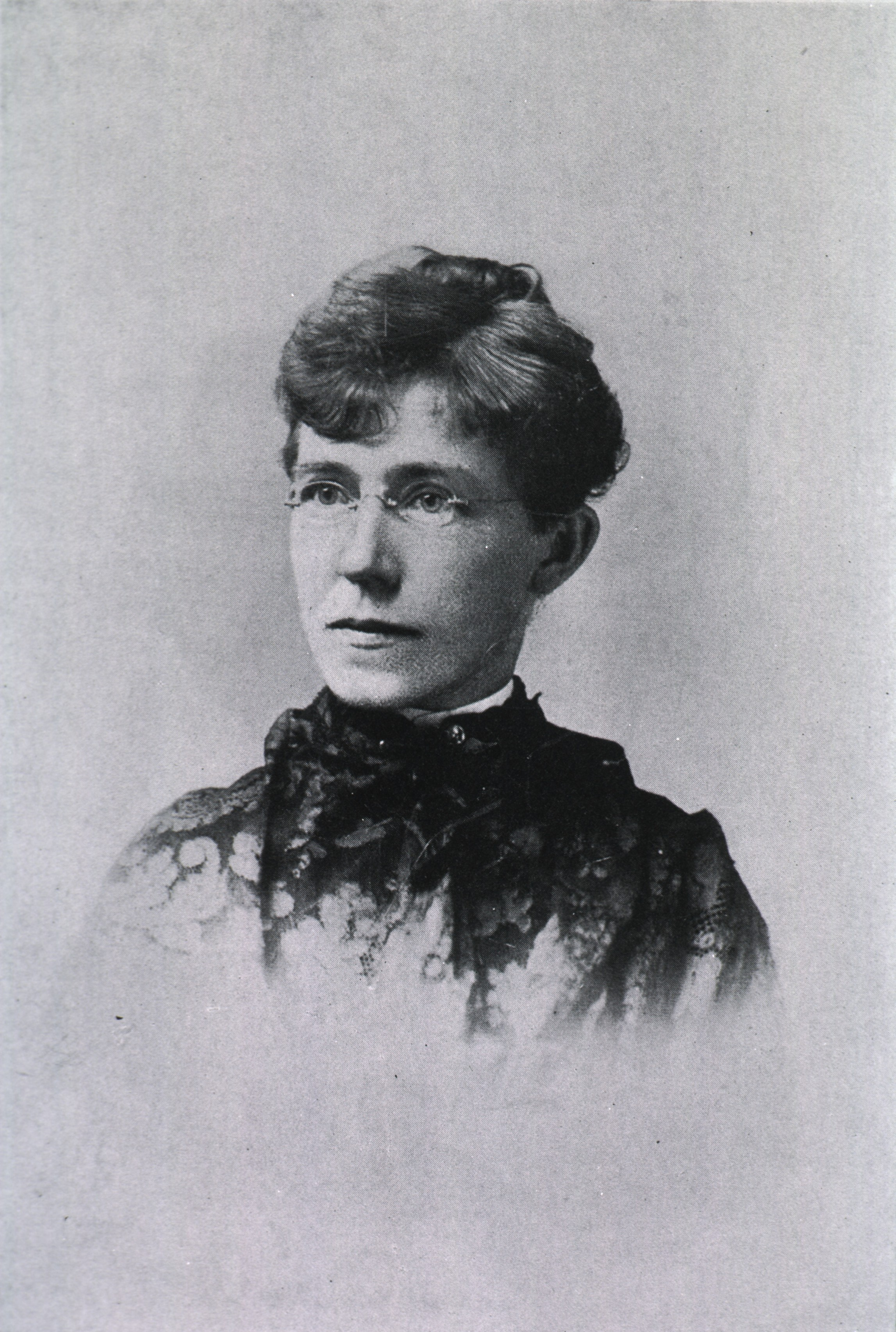
Margaret Cleaves.

Peu de temps après avoir obtenu son diplôme, Cleaves est nommée second médecin assistant à l'hôpital d'État pour les aliénés, à Mount Pleasant, Iowa. Elle est une véritable pionnière, car à cette époque, une seule autre femme au monde a déjà occupé un poste de médecin dans un asile public d'aliénés. Elle travaille pendant trois ans à l'asile, puis démissionne de son poste pour entamer une consultation privée à Davenport. Elle est par la suite nommée comme administratrice de l'asile.
Tout en pratiquant la médecine à Davenport, elle devient membre de la Scott County Medical Society, deuxième femme admise dans cet organisme. Pendant plusieurs années, elle en est la secrétaire. Elle rejoint également la State Medical Society, où elle est à nouveau la deuxième femme à y être admise. Elle est également la première femme à devenir membre de l'Association médicale du district central de l'Iowa et de l'Illinois. Alors qu'elle vit à Davenport, elle est un membre actif de l'Académie des sciences de Davenport.
En 1879, le conseil d'administration de l'Asile d'État pour les aliénés la nomme déléguée à la National Conference of Charities, qui se réunit cette année-là à Chicago, dans l'Illinois. Lors de cette conférence, elle présente un article sur «Les soins médicaux et moraux des patientes dans les hôpitaux pour aliénés». Cet article attire une grande attention et sera plus tard édité dans un livre, Lunacy in Many Lands, publié par le gouvernement de la Nouvelle-Galles du Sud. En juin 1880, Margaret est désignée par le gouverneur de l'Iowa pour faire partie de la liste des délégués à la Conférence nationale des organismes de bienfaisance à Cleveland, Ohio. Ce rôle lui confère ainsi d'être la première femme déléguée de l'Iowa à cette conférence. Elle rédige un rapport de la conférence pour l'État, rapport qui est ensuite incorporé dans le message annuel du gouverneur. La même année, elle est nommée médecin en chef au département des femmes du Pennsylvania State Lunatic Hospital à Harrisburg. Après trois ans de travail acharné, travail rendu d'autant plus ardu par un  consciencieux dévouement à tous ses devoirs, Margaret est contrainte de démissionner de son poste pour des raisons de santé.
Elle part à l'étranger en 1883, et elle visite pendant près de deux ans des hôpitaux d'aliénés en Écosse, en Angleterre, en France, en Italie, en Allemagne, en Autriche, en Suisse et en Belgique. Elle est partout accueillie avec égards par les hommes reconnus dans le traitement de la folie. Elle participe en tant que témoin à des opérations dans des hôpitaux en Angleterre, en France et en Allemagne, et à Paris où elle assiste régulièrement pendant plusieurs mois à des conférences et des consultations. De retour aux États-Unis, elle ouvre une structure privée pour l'accueil de patients à Des Moines, Iowa. En mars 1885, elle est nommée membre du comité d'examen du département de médecine de l'Université d'État de l'Iowa. Elle est la première femme à se voir accorder un tel  honneur par une école de médecine aux États-Unis. En juillet 1886, elle est envoyée comme déléguée à la réunion annuelle de la National Conference of Charities, qui se tient à St. Paul, Minnesota. Alors qu'elle habite Des Moines, elle est membre actif de la Polk County Medical Society, de la Missouri Valley Medical Association et de l'Iowa State Medical Association. Elle présente des articles devant toutes ces assemblées. Elle est également présidente de la session sur l'obstétrique et de la gynécologie de 1889 à l'Iowa State Medical Association. À l'époque, elle est la seule femme à avoir reçu une telle nomination.
Dans les domaines médicaux de la radio-oncologie et de la gynécologie, on se souvient de Margaret Cleaves comme celle qui a été la première à appliquer avec succès le radium dans le traitement du cancer du col utérin. Dans son article fondateur d'octobre 1903, elle écrit :
"... un cas pelvien primaire inopérable d'épithéliome, impliquant le col de l'utérus, les parois vaginales antérieures et postérieures, presque jusqu'à l'introitus, le rectum, la vessie et les deux ligaments larges." (page 605).
La patiente est d'abord traitée par une combinaison de rayons X et ultraviolets, suivi par l'insertion intra-vaginale d'un gramme de bromure de radium dans un tube de verre scellé. Le 15 septembre 1903, la patiente subit une curiethérapie au radium pendant cinq minutes à la paroi postérieure du vagin, puis cinq minutes à la surface antéro-vaginale, en raison de l'atteinte vésicale. Une seconde application de cinq minutes est effectuée le 16 septembre 1903.
"21 septembre 1903. Cinq jours après l'utilisation du radium, aucun saignement, aucune odeur, aucun écoulement, aucune ulcération et une muqueuse vaginale et cervicale d'aspect normal." (page 605).
"28 septembre. A l'air en forme et se sent bien. Aucun symptôme; toujours pas de saignement du rectum depuis la première utilisation du radium, il y a deux semaines."
Depuis lors, la curiethérapie fait partie intégrante du traitement curatif des femmes atteintes d'un cancer du col de l'utérus inopérable. Margaret Cleaves a initié une technique qui a sauvé la vie de millions de femmes atteintes de cancer.

### Activiste et écrivain

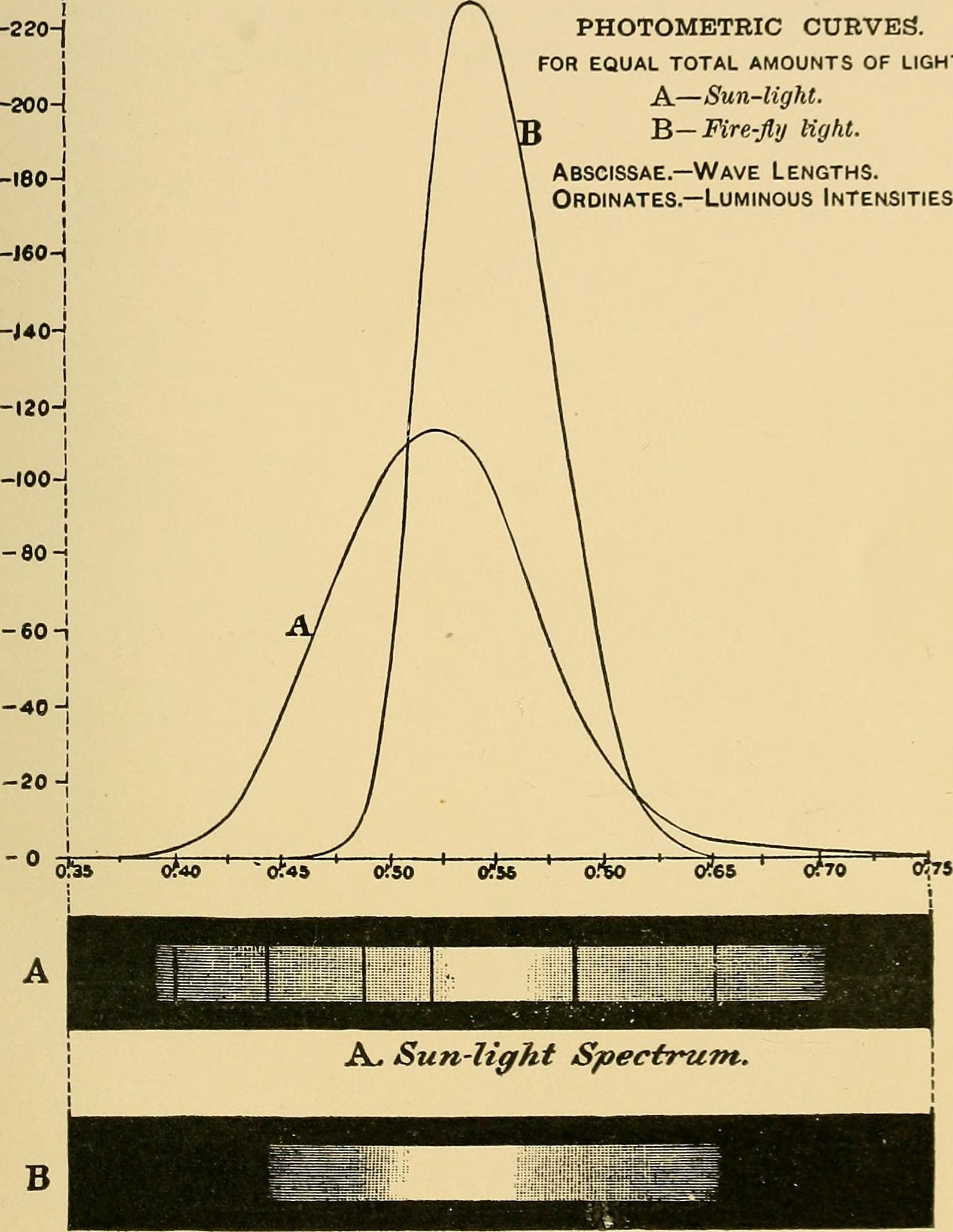
Illustration tirée de lénergie lumineuse, sa physique, son action physiologique et ses applications thérapeutiques (1904).

Son travail ne se limite pas à la médecine. Margaret Cleaves s'intéresse de près à tout ce qui concerne le bien-être et la promotion de la femme. Elle  organise le Des Moines Women's Club et en est la première présidente. Quelque temps auparavant, elle devient membre de l'Association pour la promotion de la femme. S'intéressant au sujet de l'électrothérapie, elle se rend à New York à l'hiver 1887 et à Paris l'été suivant, pour y conduire ses enquêtes et investigations. À son retour aux États-Unis, elle continue à pratiquer quelque temps à Des Moines, et en 1890 elle déménage à New York. Elle rejoint alors la Medical Society du comté de New York, l' American Electro-Therapeutic Association et le New York Women's Press Club. À la faculté de médecine post-universitaire de New York, elle est assistante clinique de la chaire d'électrothérapie. Alors qu'elle habite New York, elle présente des articles devant la Medical Society of Kings County à Brooklyn, la New York Medico-Legal Society, l'American Electro-Therapeutic Association et la National Conference of Charities. Beaucoup d'entre eux sont publiés, et tous se distinguent par une recherche minutieuse, une expression claire et un raisonnement logique. Elle était l'auteure de Light Energy: Its Physics, Physiological Action and Therapeutic Application et rédactrice américaine du Journal of Physiological Therapeutics à Londres.
Margaret Cleaves meurt dans un hôpital de Mobile, en Alabama, le 7 novembre 1917.

## Œuvres choisies
- Asylum Notes, 1891
- Commitment of the insane, 1891
- Electro-Therapeutical Notes, 1892
- Murray Royal Academy, Perth, Scotland, 1892
- Franklinization as a Therapeutic Measure in Neurasthenia, 1896
- The Expenditure of Electric Energy, 1898
- American Electro-Therapeutic Association, 1899
- The Rontgen ray and ultraviolet light in the treatment of malignant diseases of the uterus, with report of an inoperable case, 1902
- Radium: With a preliminary note on Radium rays in the treatment of cancer, 1903
- Light Energy: Its Physics, Physiological Action, and Therapeutic Applications, 1904

### Attributions
- Cet article contient des extraits d'une publication dont le contenu se trouve dans le domaine public. Howard Atwood Kelly et Walter Lincoln Burrage, American Medical Biographies, Norman, Remington Company, 1920, Public domain éd. (lire en ligne), 228.
- Cet article contient des extraits d'une publication dont le contenu se trouve dans le domaine public. Frances Elizabeth Willard et Mary Ashton Rice Livermore, A Woman of the Century: Fourteen Hundred-seventy Biographical Sketches Accompanied by Portraits of Leading American Women in All Walks of Life, Moulton, 1893, Public domain éd. (lire en ligne), 500.